# 鬼平犯科帳 (松本幸四郎)
八代目松本幸四郎（後の初代松本白鸚）主演・『鬼平犯科帳』（おにへいはんかちょう）は、1969年（昭和44年）10月7日から1970年（昭和45年）12月29日までと1971年（昭和46年）10月7日から1972年（昭和47年）3月30日までNETテレビ（現・テレビ朝日）で放送されたテレビ時代劇である。
本放送時の第2シリーズの第1話から第13話までは「池波正太郎捕物シリーズ 鬼平犯科帳」、第2シリーズの第14話以降を「新・鬼平犯科帳」として放送された。

## 概要
- 池波正太郎原作のテレビ時代劇。東宝とNETによる制作、NET系で放映された。主人公の長谷川平蔵を八代目松本幸四郎[注 1] が演じている。放送開始当初モノクロで、第1シリーズ第27話（1970年4月7日放送）からカラー放送となった。
- 2013年にBSフジで、2019年に時代劇専門チャンネルで第2シリーズが放送された際には「鬼平犯科帳'71」、2014年に時代劇専門チャンネルで第1シリーズが放送された際には「鬼平犯科帳'69」として放送された[注 2]。
- 2019年より独立UHF局のとちぎテレビで「鬼平犯科帳 白鸚版」[注 2] として放送中。映像は両脇にサイドパネルを添え、番組冒頭では画面上部に「差別用語が存在するもののそのまま放送」の断り書きテロップは写したが、「当番組はモノクロ作品」の断り書きテロップは添えなかった。

## スタッフ
- 原作：池波正太郎
- プロデューサー：宮崎慎一（NET）、市川久夫（東宝）、香取雍史（第2シリーズでは協力プロデューサー）
- 撮影：小泉福造、小泉一
- 美術：小汲明
- 照明：山口偉治
- 録音：竹口一男
- 編集：神島帰美
- 音楽：山下毅雄
- 制作：東宝、NET
- 放送：NET系

## キャスト
- 長谷川平蔵：八代目松本幸四郎
- 久栄：淡島千景（第1シリーズ）→風見章子（第2シリーズ）
- 辰蔵：河原崎次郎（第1シリーズ）→二代目中村吉右衛門（第2シリーズ）
- 天野甚蔵：平田昭彦（第1シリーズのみ）
- 佐嶋忠介：黒川弥太郎
- 酒井祐助：竜崎勝
- 木村忠吾：古今亭志ん朝 第1シリーズ 第1～3、14、16、20、24、28、30、40、43、51、63、65話。
  - 第2シリーズ 第1～5、7、8、12、14～19、22～24、26話
- 彦十：河村憲一郎
- 粂八：牟田悌三（第1シリーズ）→寺尾聰（第2シリーズ）
- おまさ：冨士真奈美
- おしん：土田早苗（第2シリーズ）
- 伊三次：堺左千夫
- 五鉄の三次郎：三代目江戸家猫八
- 大滝の五郎蔵：武藤英司（第2シリーズ）
- 豆岩：小高まさる
- お葉：山吹まゆみ
- 岸井左馬之助：加東大介
- 沢田小平次：長谷川明男
- 村松忠之進：遠藤征慈、砂塚秀夫（第1シリーズ）→北川陽一郎（第2シリーズ）
- 山田市太郎：池田駿介
- 竹内孫四郎：市川五百蔵（第1シリーズ）→武田昌之（第2シリーズ）
- 山崎国之進：北川陽一郎
- 小柳安五郎：小鹿敦（第1シリーズ）→高瀬敏光（第2シリーズ）
- 語り：中江真司

## 各話のタイトル
第1シリーズ（1969年10月7日 - 1970年12月29日、NET系 火曜21時台時代劇枠）
| 話数 | 放送日         | サブタイトル           | 脚本              | 監督         | ゲスト |
| ---- | -------------- | ---------------------- | ----------------- | ------------ | --- |
| 1    | 1969年 10月7日 | 血頭の丹兵衛           | 柴英三郎          | 高瀬昌弘     | 市川中車（血頭の丹兵衛）、亀井光代（志乃）、山本耕一（鳥尾大八郎） |
| 2    | 10月14日       | 四度目の女房           | 野上龍雄          | 小野田嘉幹   | 林与一（伊之松）、林美智子（おまさ）、田島義文（中屋利三郎）、松山照夫(仁吉)、 辻伊万里（おせい）、園八雲（留）、大村千吉（松） |
| 3    | 10月21日       | 谷中いろは茶屋         | 井手雅人 永井素夫 | 小野田嘉幹   | 神田隆（墓火の秀五郎）、春川ますみ（お松）、二瓶正也（国太郎）、渡真二（油屋乙吉）、 加藤欣子（お徳）、木田三千雄（米屋の主人） |
| 4    | 10月28日       | 蛇の眼                 | 田坂啓            | 小野田嘉幹   | 西村晃（蛇の平十郎）、小池朝雄（彦の市）、川口小枝（おその）、織本順吉（紋蔵）、 鶴見𠀋二（徳太郎）、梅津栄（金助）、稲吉靖（伊兵次）、土方弘（宗六）、 大前均（そば屋の亭主）、北川めぐみ（おもと） |
| 5    | 11月4日        | 怪談さざ浪伝兵衛       | 野上龍雄          | 小林恒夫     | 前田吟（さざ浪伝兵衛）、見明凡太朗（砂堀の蟹蔵）、白石奈緒美（おだい）、菱見百合子（お春）、 長島隆一（大井川番所役人・三村敬之進）、西村惇二（源次）、矢野昭（喜作）、成田次穂（吉三） |
| 6    | 11月11日       | 本所・桜屋敷           | 井手雅人          | 高瀬昌弘     | 浜木綿子（おふさ）、入江若葉（みふゆ）、井上昭文（小川や梅吉）、 武藤英司（服部角之助）、二見忠男（丑五郎）、西川敬三郎（文治郎） |
| 7    | 11月18日       | 暗剣白梅香             | 小川英            | 高瀬昌弘     | 江原真二郎（金子半四郎）、真山知子（おえん）、植村謙二郎（与平次）、 小栗一也（利右衛門）、富田仲次郎（白縫善八）、松本染升（三の松平十） |
| 8    | 11月25日       | 密偵（いぬ）           | 井手雅人          | 小野田嘉幹   | 近藤洋介（弥市）、片山真由美（おふく）、中谷一郎（乙坂の庄五郎）、横森久（縄抜けの源七）、 古谷一行（清蔵）、榎本みつえ（おさい）、関口銀三（玄斉）、山本清（伊助） |
| 9    | 12月2日        | 唖の十蔵               | 下飯坂菊馬        | 小野田嘉幹   | 田中邦衛（小野十蔵）、小笠原良知（助次郎）、赤沢亜沙子（おふじ）、高津住男（夜鳥の仙吉）、 新田勝江（おいそ）、浜田寅彦（掛川の太平）、清水良英（おこん）、古川義範（猿の釘六） |
| 10   | 12月9日        | 女掏摸（めんびき）お富 | 新藤兼人          | 吉村公三郎   | 宇津宮雅代（お富）、大出俊（卯吉）、川辺久造（狐火の虎七）、細川俊之（岸根の七五三造）、 田代信子（お長）、松下砂稚子（おこう）。若宮大祐（市兵衛）、加藤武（霞の定五郎） |
| 11   | 12月16日       | 老盗の夢               | 井手雅人          | 渡邊祐介     | 根岸明美（おとよ）、沢村いき雄（前砂の拾蔵）、大前鈞（火前坊権七）、杉義一（弥六）、 北浦昭義（岩坂の茂太郎）、中庸介（印代の庄助）、浅野進治郎（住職）、山形勲（簑火の喜之助）、 大友純、岡部征純 |
| 12   | 12月23日       | 妖盗葵小僧             | 柴英三郎          | 高瀬昌弘     | 早川保（芳之助）、市村俊幸（市兵衛）、桜田千枝子（おきぬ・しのぶ）、中井啓輔（幸次郎）、 池田生二（専右衛門）、山田芳夫（善太郎）、今村源兵（小沢孫兵衛）、花上晃（小野千之介） |
| 13   | 12月30日       | 埋蔵金千両             | 池田一朗          | 古川卓巳     | 竜崎勝、左時枝（おけい）、菅井一郎（土蜘蛛の万五郎）、玉川伊佐男（須川の利吉）、 市川五百蔵、早川研吉（萩原市之進）、成合晃（中村宗仙）、椎名勝巳（松村光三郎） |
| 14   | 1970年 1月6日  | お雪の乳房             | 新藤兼人          | 吉村公三郎   | 古今亭志ん朝、 太地喜和子（お雪）、飯沼慧（川瀬の又兵衛）、小瀬格（つちや善四郎）、竜崎勝、 堺左千夫、市川五百蔵、池田駿介、宮崎和命（梅原の伝七）、坂部文昭（庄之助）、北川陽一郎、 本山可久子（おかね）、神保共子（女中）、久井和子（およし） |
| 15   | 1月13日        | むかしの女             | 安倍徹郎          | 高瀬昌弘     | 竜崎勝、堺左千夫、江見俊太郎（井原惣市）、本間文子（おもん）、長谷川弘（砂田彦兵衛）、 荒木保夫（門前の仲吉）、梶哲也（大丸屋万吉）、市川五十蔵、北川陽一郎、森今日子（おつる）、 沢村貞子（おろく） |
| 16   | 1月20日        | 駿州宇津谷峠           | 安倍徹郎          | 古川卓巳     | 古今亭志ん朝、竜崎勝、三上真一郎（鎌太郎）、田中春男（空骨の六兵衛）、池田忠夫（久蔵）、 鮎川浩（音五郎）、高山朋子（お茂）、土屋靖男（米吉）、菅沼赫（徳治） |
| 17   | 1月27日        | 熊五郎の顔             | 田坂啓            | 小林恒夫     | 竜崎勝、堺左千夫、土屋嘉男（信太郎・洲走の熊五郎）、磯村みどり（おのぶ）、 如月寛多（和泉屋治右衛門）、小池明義（道庵）、矢崎祐之（由松）、田村錦人（政蔵）、 沢りつお（山猫伝次） |
| 18   | 2月3日         | 市松小僧始末           | 小川英            | 小林恒夫     | 竜崎勝、堺左千夫、川口小枝（おまゆ）、柴田侊彦（又吉・市松小僧）、市川五十蔵、 森山周一郎（金次）、池田駿介、北川陽一郎、石井宏明（六蔵）、野口元夫（重右衛門）、 大村千吉（仙之助）、志摩燎子（小峯）、山口譲（太助）、辻しげる（彦太郎） |
| 19   | 2月10日        | 霧（なご）の七郎       | 池田一朗          | 小野田嘉幹   | 井上昭文（霧の七郎）、竜崎勝、市川五百蔵、池田駿介、小高まさる（豆岩）、 河原崎次郎（長谷川辰蔵）、山本正明（与吉）、坂部文昭（阿部弥太郎）、松風はる美（おとめ）、 北村和夫（上杉周太郎）、藤田進（三沢仙右衛門） |
| 20   | 2月17日        | 山吹屋お勝             | 野上龍雄          | 小野田嘉幹   | 古今亭志ん朝、竜崎勝、井上昭文（霧の七郎）、中村敦夫（関宿の利八）、平井昌一（政）、 宮川洋一（弥吉）、藤田進（三沢仙右衛門）、久我美子（お勝） |
| 21   | 2月24日        | 浅草御厩河岸           | 安倍徹郎          | 高瀬昌弘     | 竜崎勝、西沢利明（松吉）、木村俊恵（お梶）、香川良介（海老坂の与兵衛）、 河村憲一郎（卯三郎）、灰地順（彦造）、市川五百蔵、北川陽一郎、池田駿介 |
| 22   | 3月3日         | 血闘                   | 小川英            | 船床定男     | 竜崎勝、富士真奈美、山本耕一（吉間の仁三郎）、巌金四郎（鶴の忠助） 天本英世（三井伝七郎）、中庸介（竜野又蔵）、市川五百蔵、池田駿介、鶴賀二郎（利兵衛） 西村惇二（船頭・由松）、山田禅二（茶店の主人）、肥土尚弘（矢助）、北川陽一郎 尾崎孝二（浪人）、渡辺貞雄（浪人）、柿木香二（浪人）、笠井ひろ（およね）                                                                        |
| 23   | 3月10日        | 罪（つみ）             | 桜井康裕          | 野長瀬三摩地 | 竜崎勝、弓恵子（おきん）、宮坂将嘉（玉屋平兵衛）、堺左千夫、稲垣隆史（音吉）、 柳谷寛（弥五郎）、伊藤惣一（鎌吉）、橋爪秀雄（与七）、神木真一郎（酒巻重八）、北川陽一郎、 瀬良明（寿司幸の親爺）、渡辺千世（茶屋のお女将） |
| 24   | 3月17日        | 八丁堀の女             | 柴英三郎          | 高瀬昌弘     | 竜崎勝、柏木由紀子（美代）、古今亭志ん朝、堺左千夫、清水彰（和泉屋万兵衛※）、 石浜朗（松尾仙之助）、 郡司良（本庄源八郎）、小園蓉子（お欣）、北川陽一郎、市川五百蔵、 ※ドラマ内では大丸屋万兵衛 |
| 25   | 3月24日        | 男の毒                 | 桜井康裕          | 土居通芳     | 平田昭彦（天野甚造）、堺左千夫、藤木悠（宗七・弥市）、矢野純子（おきよ）、 沢村いき雄（伊助）、木田三千雄（藤兵衛）、西川敬三郎（総上の三五郎）、中江真司（源次）、 成合晃（与平）、市川五百蔵、池田駿介、稲吉靖（直吉） |
| 26   | 3月31日        | 井筒屋おもん           | 安倍徹郎          | 土居通芳     | 川合伸旺（井筒屋徳兵衛）、桑山正一（近藤市五郎）、堺左千夫、池田駿介、小鹿敦（小柳安次郎）、 松原光二（宗次郎）、福山象三（松蔵）、水上竜子（おもん）、北川陽一郎、大塚崇（源太）、 小笠原優悦（芳松）、帆足敏（安吉） |
| 27   | 4月7日         | 初カラー 五年目の客    | 井手雅人 服部一久 | 小野田嘉幹   | 小川真由美（お吉・喜蝶）、竜崎勝、堺左千夫、織本順吉（江口の音吉）、下川辰平（忠兵衛）、 石田茂樹（松造）、五月晴子（お菊・八重菊）、金内喜久夫（忍師の源兵衛）、市川五百蔵、 池田駿介、北川陽一郎、小林勝也（弥七）、九重ひろ子（おみよ）、加東大介（岸井左馬之助） |
| 28   | 4月14日        | 縄張り                 | 早坂暁            | 小野田嘉幹   | 古今亭志ん朝、竜崎勝、宮口精二（芝の治兵衛）、船戸順（岩渕の又蔵）、 加賀邦男（羽沢の嘉兵衛）、上田忠好（鹿渡の島之助）、高角宏暁（船戸の権）、 富田仲次郎（追分の重八）、松下砂稚子（お才）、 幸田宗丸（向嶋の徳平）、 松本染升（三の松平十）、今福正雄（黒谷の勘五郎）、市川五百蔵、池田駿介、北川陽一郎、 鵜沢秀行（打上げの仙太郎）、𠮷野敬子（おみね）                          |
| 29   | 4月21日        | 麻布ねずみ坂           | 松本昭典          | 久松静児     | 田崎潤（白子の菊右衛門）、井上孝雄（宗三郎）、堺左千夫、高須賀夫至子（お八重）、 生田三津子（お芳）、池田駿介、有馬昌彦（上州屋作兵衛）、石田守衛（五平）、 川野耕司（新兵衛）、木下ゆず子（おたね）、阪脩（川谷の庄吉）、加東大介 |
| 30   | 4月28日        | 盗法秘伝               | 井手雅人 永井素夫 | 渡邊祐介     | 古今亭志ん朝、花沢徳衛（伊砂の善八）、佐々木孝丸（米倉半四郎）、須藤健（鬼頭監物）、 永井柳太郎（升屋市五郎）、北川めぐみ（おもよ）、住吉正博（弥吉）、池田生二（古田求馬）、 稲葉まつ子（妻）、水沢摩耶（おかね）、島田太郎（役人）、江梨ひとみ（女郎）、伊東芳子（女房） |
| 31   | 5月5日         | 女の毒                 | 小川英            | 古川卓巳     | 竜崎勝、小鹿敦（小柳安五郎）、西尾恵美子（お長）、佐原健二（野川の三次）、 戸田皓久（舟形の由蔵）、浅野進治郎（聖天の吉五郎）、宮川洋一（両国の源兵衛）、池田駿介、 仁内達之（田町の弥七）、関根信昭（役者）、高松政雄（清兵衛）、北川陽一郎、、沢りつお、 山下啓介 |
| 32   | 5月12日        | まじめの新助           | 井手雅人          | 小野田嘉幹   | 平田昭彦、竜崎勝、吉行和子（お才）、本郷淳（佐々木新助）、池田忠夫（文挟の友吉）、 野口ふみえ（お米）、天草四郎（綱切の甚五郎）、池田駿介、北川陽一郎、市川五百蔵 |
| 33   | 5月19日        | 鬼坊主の花             | 田坂啓            | 渡邊祐介     | 竜崎勝、山吹まゆみ（お葉）、沢村いき雄（甚助）、白石奈緒美（お栄）、木田三千雄（にせ医者）、三角八郎（人足）、五藤雅弘（棚倉市兵衛）、岡部正純（小平次）、森下哲夫（六太郎）、 木村繁子（おふゆ）、市川五百蔵、矢野昭（伊蔵）、石山克己（留）、千波和之（高坂左門）、 須賀良（又八）、北川陽一郎、三波伸介（鬼坊主清吉）、戸塚睦夫（左官安）、 伊東四朗（入墨吉五郎）                |
| 34   | 5月26日        | むかしの男             | 安倍徹郎          | 土居通芳     | 平田昭彦、入江若菜（美雪）、徳大寺伸（近藤唯四郎）、田島義文（勘造）、 河原崎次郎（長谷川辰蔵）、池田駿介、熊野隆司（三次）、浜田晃（砂吉）、里木左甫良（松浦与助）、 北川陽一郎、塩島昭彦（稲垣紋多）、原田大二郎（阿部弥太郎）、淡島千景（長谷川久栄） |
| 35   | 6月2日         | 情炎                   | 桜井康裕          | 土居通芳     | 竜崎勝、堺左千夫、赤座美代子（たか・母ぬい）、勝部演之（内山文五郎）、 青野平義（藤木左右助）、高瀬敏光（木村源治郎）、鶴丸睦彦（吉津の嘉平）、市川五百蔵、 二瓶秀雄（政七）、青沼三朗（清兵衛） |
| 36   | 6月9日         | 白痴（こけ）           | 桜井康裕          | 小野田嘉幹   | 竜崎勝、佐藤友美（おもん）、森健二（半助）、東野孝彦（寅松）、江戸家猫八（三河屋）、堺左千夫、 小瀬朗（平次郎）、若宮大祐（和尚）、中井啓輔（又蔵）、巌金四郎（藤兵衛）、上野綾子（おきよ）、加藤欣子（三河屋の女房）、市川五百蔵、北川陽一郎、小倉雄三（番長）、坂本長利（番頭）、池田駿介                                                                                          |
| 37   | 6月16日        | おみね徳次郎           | 安藤日出男        | 小松幹雄     | 平田昭彦、垂水悟郎（徳次郎）、稲野和子（おみね）、山吹まゆみ（お葉）、 増田順司（法楽寺の直右衛門）、今村源兵（名草の嘉平）、和田文夫（佐倉の吉兵衛）、市川五百蔵、 小池明義（茂兵衛）、岸井あや子（おこん）、小高まさる（豆岩） |
| 38   | 6月23日        | 敵（かたき）           | 廣澤榮            | 小野田嘉幹   | 竜崎勝、新田昌玄（大滝の五郎蔵）、金井大（小妻の伝八）、町田祥子（おぎん）、 江波多寛治（富治）、倉田爽平（福造）、稲吉靖（千次郎）、笹川恵三（亀吉）、市川五百蔵、 池田駿介、上林詢（与吉）、寄山弘（舟形の宗平）、加藤大介 |
| 39   | 6月30日        | 猿（ましら）の銀次郎   | 米谷純一          | 小松幹雄     | 竜崎勝、渚まゆみ（加代）、堺左千夫、植村謙二郎（房五郎）、柳生博（秀次郎）、市川五百蔵、 水沢有美（みよ）、浮田左武郎（結城屋文右衛門）、神田正夫（和泉屋金兵衛）、池田駿介、 大前亘（重蔵）、木下秀雄（番頭）、伊藤正博（弥七）、北川陽一郎、多々良純（銀次郎） |
| 40   | 7月7日         | かわうそ平内           | 小川英            | 小野田嘉幹   | 竜崎勝、古今亭志ん朝、草薙幸二郎（杉田庄左衛門）、山本勝（杉田弥兵次）、堺左千夫、 邦創典（杉田伴内）、横森久（山名源五郎）、須永宏（飯田重右衛門）、北浦昭義（河合才兵衛）、 北川陽一郎、南祐輔（車坂の仙造）、田中力（為吉）、西田昭市（佃島の文次）、有島一郎（辻平内） |
| 41   | 7月14日        | 白浪看板               | 桜井康裕          | 久松静児     | 竜崎勝、三條美紀（おしん）、見明凡太朗（前砂の捨蔵）、清川新吾（名草の綱六）、 西川敬三郎（丑満の六兵衛）、渡辺高光（徳の市）、市川五百蔵、五月晴子（おこう）、 鷲尾愛里（おえん）、池田駿介、長尾敏之助（夜兎角五郎）、西村惇二（手代）、石山克己（乞食）、 笠井ひろ（乞食）、菅美知子（乞食）、中村竹弥（夜兎角右衛門）                                                            |
| 42   | 7月21日        | 恋文                   | 下飯坂菊馬        | 小野田嘉幹   | 竜崎勝、葉山葉子（おその）、堺左千夫、市川五百蔵、池田駿介、北川陽一郎、江角英明（辰吉）、 中山克己（音松）、館敬介（不知火の惣兵衛）、小川幾多郎（平次郎）、勝見延章（徳兵衛）、 瀬良明（喜八）、平井岐代子（おせい）、田所千津子（おりん）、伊藤弘一（伊兵衛）、 瀬畑佳代子（おきよ）、森田育代（矢場の女）、真田友子（女郎）、楠侑子（おもん）、 小林昭二（新七）、劇団俳優小劇場 |
| 43   | 7月28日        | うんぷてんぷ           | 棚田吾郎          | 久松静児     | 竜崎勝、古今亭志ん朝、堺左千夫、田武謙三（永山甚七）、加賀邦男（儀十）、下川辰平（金太）、 北川陽一郎、松枝錦治（虎御前の常松）、藤山竜一（亭主）、たうみあき子（女房）､ 家弓家正（弥太郎）､九重ひろ子（お時）､吉永倫子（お辰）､愛川ルミ子（お藤）､ 栗崎ちか子（けころ）、長谷川明男（夏目半介）、しめぎしがこ（お君）                                                               |
| 44   | 8月4日         | おみよは見た           | 桜井康裕          | 小野田嘉幹   | 竜崎勝、高津住男（青堀の小平次）、福山象三（大島の治兵衛）、穂積隆信（猪十）、 穂高稔（金谷の又市）、市川五百蔵、池田駿介、 北川陽一郎、戸島和美（おしん）、 久保美芸子（おえい）、此島愛子（娼婦）、加藤正之（岡っ引き）、兼本新吾（七蔵）、 市川寿美礼（およし）、川島育恵（おみよ）、加藤和恵（お八重）                                                                           |
| 45   | 8月11日        | 夜鷹殺し               | 桜井康裕          | 小松幹雄     | 竜崎勝、富士真奈美（おまさ）、長浜藤夫（川田長兵衛定利）、津田京子（千沙）、佐田豊（三次郎）、木下ゆず子（おちか）、田中勝（宗太郎）、石川冷（与助）、仁内達之（町方同心）、 矢野陽子（おつね）、 友近恵子（夜鷹）、砂塚秀夫（村松忠之進） |
| 46   | 8月18日        | しかえし（報復）       | 小川英            | 小松幹雄     | 竜崎勝、岸田森（松吉）、伊藤久哉（永山吉十郎）、岩本多代（おふく）、北見治一（仙太）、 市川五百蔵、池田駿介、北川陽一郎、山田圭子（くめ）、三浦弘久（音次）、由起艶子（菊）、 和沢昌治（美濃屋）、佐々木一哲（権次）、辻しげる（弥助）、栗崎ちか子（おその）、 築地博（飴屋） |
| 47   | 8月25日        | 運の矢                 | 桜井康裕 米谷純一 | 高瀬昌弘     | 竜崎勝、堺左千夫、小鹿敦（小柳安五郎）、中庸介（疾風の藤太）、幸田宗丸（高津の仙造）、 戸上城太郎（森口庄五郎）、市川五百蔵、池田駿介、北川陽一郎、有馬昌彦（天野八太夫）、貫恒美（斎藤彦七）、野村光枝（女中）、千早隆子（おかみ）、勝呂誉（天野源助）、 夏桂子（おしず） |
| 48   | 9月1日         | 密通                   | 井手雅人 名倉勲   | 野長瀬三摩地 | 竜崎勝、八木昌子（お米）、小瀬格（中野又左衛門※クレジットは遠藤小助）、市川五百蔵、 池田駿介、北川陽一郎、笹川恵三（大橋与惣兵衛）、内村軍一（嶋や亭主）、 小倉雄三（井上千五郎）、石垣守一（孫蔵）、萩生田千津子（お元）、山下啓介（栄助）、 石堂洋子（一文屋女中）、渡辺貞雄（重宗）、高倉英二（仲間）、加藤大介、加藤嘉（天野彦八郎）                                             |
| 49   | 9月8日         | 神田明神裏             | 佐々木武観        | 高瀬昌弘     | 竜崎勝、堺左千夫、武藤英司（槌屋）、本山可久子（三津）、灰地順（豊島屋）、 松風はる美（お艶）、市川五百蔵、池田駿介、北川陽一郎、荒木保夫（雲州）、 中岡慎太郎（山本吉弥）、太刀川敬一（津上勘七）、蔵悦子（妻よね）、伊島幸子（おしの）、 池田生二（笹山伝五郎）、武田一彦（津上鉄之助）、水村泰三（堀小平次）、森秋子（お新）、 川合伸旺*（熊川又十郎）*字幕は日へんに玉           |
| 50   | 9月15日        | かまいたち             | 中沢龍太          | 高瀬昌弘     | 竜崎勝、堺左千夫、市川五百蔵、池田駿介、北川陽一郎、岡村文子（おきん）、土方弘（六助）、 鮎川浩（松造）、西田昭市（藤堂源之進）、塩沢とき（藤堂八重）、稲吉靖（定吉）、 笠井ひろ（松造の女房）、菅井慎子（定吉の女房）、九重ひろ子（お梅）、堀田真三（辰三）、 作佐部正良（安太郎）、名古屋章（天命堂）、真屋順子（おのぶ）、佐々木功（勘太郎）                                      |
| 51   | 9月22日        | 艶婦の毒               | 新藤兼人          | 吉村公三郎   | 古今亭志ん朝、葦原邦子（おみな）、若宮大祐（長吉）、三上直也（虫栗権十郎）、 愛川ルミ子（おちか）、桔梗恵三郎（浦部彦太郎）、高松政雄（浦部源六郎）、 中江真司（氷室庄七）、松本染升（和尚）、瀬良明（柏屋四郎助）、山田禅二（うどん屋のおやじ）、二宮弘子（女中）、鍵山靖子（女中）、田川恒夫（番頭）、浜木綿子（おとよ）                                                           |
| 52   | 9月29日        | 乞食坊主               | 安倍徹郎          | 吉村公三郎   | 竜崎勝、堺左千夫、浅野進治郎（松島の儀兵衛）、山崎直衛（寝牛の鍋蔵）、 神山寛（鹿川の惣助）、市川五百蔵、池田駿介、北川陽一郎、小高まさる（豆岩）、 高橋正夫（古河の富五郎）、二見忠男（三造）、七瀬真紀（お豊）、長尾敏之助（質屋忠兵衛）、坂本長利（番頭昌吉）、永井智雄（井関録之助）、武内亨（菅野伊介）                                                                         |
| 53   | 10月6日        | おせん                 | 安藤日出男        | 小松幹雄     | 竜崎勝、堺左千夫、潮万太郎（川口屋金蔵）、原ひさ子（おみね）、水沢麻耶（おこん）、 紅理子（おしの）、野口元夫（福田屋庄助）、仁内達之（竹中同心）、永谷悟一（佐渡屋留吉）、 小川安三（佐渡屋手代）、山口譲（福田屋番頭）、小川悦子（おつね）、 草野大悟（斉藤弥四郎）、堀井永子（おせん）                                                                                            |
| 54   | 10月13日       | 色と欲                 | 小林健司          | 野長瀬三摩地 | 竜崎勝、堺左千夫、増田順司（日野屋善兵衛）、堀越節子（お冴）、香川良介（鹿足の正五郎）、 市川五百蔵、池田駿介、北川陽一郎、峰恵研（鳴門の銀三）、丘ゆり子（女中・おとく）、関根信昭（つる屋の番頭）、和崎俊也（仁三郎）、戸部夕子（お浪）、松木路子（お咲） |
| 55   | 10月20日       | 深川、千鳥橋           | 柴英三郎          | 小松幹雄     | 竜崎勝、砂塚秀夫（村松忠之進）、宮川洋一（鈴鹿の弥兵次）、里木左甫良（金兵衛）、 石田茂樹（文吉郎）、市川五百蔵、池田駿介、北川陽一郎、田中志幸（先代 弥平次）、 寄山弘（居酒屋のおやじ）、鹿島邦義（やわらの倉蔵）、邦創典（万屋彦兵衛）、森塚敏（万三）、 三条泰子（お元） |
| 56   | 10月27日       | 金太郎そば             | 田坂啓            | 小野田嘉幹   | 竜崎勝、堺左千夫、見明凡太朗（重兵衛）、高原駿雄（善助）、龍岡晋（金屋伊右衛門）、 大塚国夫（金屋伊太郎）、市川五百蔵、池田駿介、北川陽一郎、今福正雄（瀬平）、 河野弘（ちやり文）、高松政雄（横田屋五郎吉）、島田順子（おりよ）、木村慈子（お花）、 近水圭二（房次郎）、露口茂（由松）、宮本信子（お竹）                                                                            |
| 57   | 11月3日        | お菊と幸助             | 下飯坂菊馬        | 吉村公三郎   | 竜崎勝、堺左千夫、森山周一郎（伝吉）、市村昌治（弥八）、青野平義（吉兵衛）、市川五百蔵、 池田駿介、北川陽一郎、九重ひろ子（長屋の女 お菊）、赤沢亜沙子（お菊）、中村敦夫（幸助）、 淡島千景（久栄） |
| 58   | 11月10日       | 雨の湯豆腐             | 下飯坂菊馬        | 小野田嘉幹   | 竜崎勝、堺左千夫、前田昌明（宮沢要）、岩崎信忠（上松の清五郎）、宇南山宏（為吉（万吉））、 市川五百蔵、池田駿介、北川陽一郎、高橋正夫（赤大黒の市兵衛）、西川敬三郎（辻屋半右衛門）、 河村憲一郎（市助）、須永宏（卯木屋藤右衛門）、三田松五郎（辻屋の番頭）、 沢りつお（御座松の孫八）、井川比佐志（彦次郎）、町田祥子（お照）                                                      |
| 59   | 11月17日       | おっ母ァ、すまねえ     | 小川英            | 野長瀬三摩地 | 竜崎勝、高木均（大津屋卯吉）、高角宏暁（ごい鷺の弥七）、亀谷雅彦（市太郎）、 大久保正信（丸亀屋主人）、市川五百蔵、池田駿介、北川陽一郎、木田三千雄（茶屋の親爺）、 小高まさる（豆岩）、辻しげる（客引）、神辺晃（祐助の子供時代）、林寛子（おぬいの子供時代）、 高野裕幸（市太郎の子供時代）、稲垣美穂子（おぬい）                                                                  |
| 60   | 11月24日       | 罠（わな）             | 棚田吾郎 佐藤昌子 | 田中徳三     | 竜崎勝、堺左千夫、松風はる美（おみね）、石山雄大（狐火の長吉）、市川五百蔵、池田駿介、 北川陽一郎、高杉哲平（関戸の源蔵）、北村勝造（赤熊の七兵衛）、木村博人（中間）、 栗崎ちか子（お紺）、鈴木瑞穂（庄右衛門）、寺田路恵（お滝） |
| 61   | 12月1日        | あほうがらす           | 安倍徹郎          | 田中徳三     | 竜崎勝、堺左千夫、沢村いき雄（与吉）、藤田みどり（おたよ）、青木千里（お千代）、 山崎猛（彦太郎）、岸井あや子（お里）、田中浩（捨吉）、近松敏夫（印判屋安兵衛）、 邦創典（千五郎）、石山克巳（船頭）、松尾文人（船宿の亭主）、加藤武（宗六）、 江戸家猫八（万右衛門） |
| 62   | 12月8日        | 罪ほろぼし             | 伴田充            | 吉村公三郎   | 竜崎勝、堺左千夫、植村謙二郎（研源（梶ヶ谷茂助））、中山克巳（弥吉）、渡真二（木更津の伝次） 市川五百蔵、池田駿介、北川陽一郎、阪脩（助次郎）、仁内達之（六蔵）、山田圭介（和泉屋藤助）、 米岡雅子（娘．お美和）、稲川善一（めし屋の親爺）、石島房太郎（居酒屋の親爺）、 馬渕晴子（お新）、小栗一也（上総屋太兵衛）、                                                                |
| 63   | 12月15日       | 女賊の恋               | 滝沢真里          | 古川卓巳     | 竜崎勝、古今亭志ん朝、堺左千夫、津野哲郎（髪結い柳次）、市川五百蔵、池田駿介、北川陽一郎、 鷲尾真知子（女中 お常）、湊俊一（御宿の勘八）、長尾敏之助（沖田庄右衛門）、田所千津子（丸徳屋内儀さと）、山田禅二（千鳥屋儀助）、垂水悟郎（源造）、高須賀夫至子（おまん） |
| 64   | 12月22日       | 女の一念               | 米谷純一          | 小松幹雄     | 竜崎勝、堺左千夫、納谷悟朗（藤七）、平井道子（おしま）、梶哲也（壷屋小兵衛）、市川五百蔵、池田駿介、北川陽一郎、和田文夫（鎌吉）、二見忠夫（草加の仙蔵）、岩本弘司（牛久の勘太）、 瀬能礼子（およね）／牧野和子（お春）、丸山裕子（おきみ）、和田良子（おとよ）、テアトル・エコー／、村井国夫（惣次郎）、二階堂有希子（お伝）                                                        |
| 65   | 12月29日       | おしろい猫             | 安藤日出男        | 小野田嘉幹   | 竜崎勝、堺左千夫、古今亭志ん朝、黒木進（平吉）、桜田千枝子（おつる）、高津住男（清五郎）、 市川五百蔵、池田駿介、北川陽一郎、中井啓輔（砂取の伝蔵）、沢井三郎（重右衛門）、 上田忠好（染めもの屋の主人）、真田友子（お君）、加藤欣子（芸者）、森下明（弥八）、柿木香二（紋次）、田端芳子（おうめ）、小梅とよ子（芸者）、工藤堅太郎（栄次郎）、磯村みどり（お長）                     |

※BSフジでの放映時は各話「額縁放送」（16:9画角の中に4:3画角が存在する）であるのと、映像マスターがSD画質である。（電子番組表EPG上では16:9 1125iの表記がある場合でも、実際の放送は4:3、480iである）本編は16ミリ・ニュープリントを使用。
第2シリーズ（1971年10月7日 - 1972年3月30日、NET系 木曜22時台時代劇枠）
| 話数 | 放送日         | サブタイトル     | 脚本       | 監督         | ゲスト |
| ---- | -------------- | ---------------- | ---------- | ------------ | --- |
| 1    | 1971年 10月7日 | 剣客（けんかく） | 小川英     | 小野田嘉幹   | 竜崎勝、古今亭志ん朝、富士真奈美（おまさ）、長谷川明男（沢田小平次）、河村憲一郎（相模の彦十）、北川陽一郎、武田昌之（竹内孫四郎）、山本清（定七）、幸田宗丸（野見の勝平）、鮎川浩（殿見の市兵衛）、金井大（留吉）、江戸家猫八（三次郎）、垂水悟郎（石坂太四郎）、佐々木孝丸（松尾喜兵衛）                                                                            |
| 2    | 10月14日       | 猫じゃらしの女   | 安倍徹郎   | 小野田嘉幹   | 竜崎勝、古今亭志ん朝、寺尾聰（粂八）、堺左千夫、武田昌之、辻しげる（政吉）、北川陽一郎、 中井啓輔（小助）、上野綾子（内儀）、此島愛子（おきよ）、小林昭二（彦造）、青野平義（甚右衛門）、 藤田弓子（およね）、石浜朗（卯之吉） |
| 3    | 10月21日       | 兇賊             | 安藤日出男 | 若林幹       | 竜崎勝、古今亭志ん朝、長谷川明男（沢田小平次）、土田早苗（おしん）、正司歌江（おもん）、堀井永子（おつね）、市村昌治（友吉）、石橋雅史（関口助九郎）、川野耕司（百助）、西川敬三郎（大村の主人）、曾我廼家五郎八（九平）、安部徹（甚五郎）、 |
| 4    | 10月28日       | 狐火（前篇）     | 野上龍雄   | 田中徳三     | 竜崎勝、古今亭志ん朝、富士真奈美（おまさ）、風見章子（久栄）、堺左千夫、武田昌之、北川陽一郎、河村憲一郎（彦十）、小高まさる、大坪日出代、佐代雅美、田村元治、渡真司、藤岡重慶（庄七）、白石奈緒美（お千）、浜村純（源七）、江見俊太郎（河内伝内）、岸田森（又太郎）、草野大悟（文吉）                                                                                |
| 5    | 11月4日        | 狐火（後篇）     | 野上龍雄   | 田中徳三     | 竜崎勝、古今亭志ん朝、富士真奈美（おまさ）、風見章子（久栄）、堺左千夫、武田昌之、北川陽一郎、河村憲一郎（彦十）、小高まさる、大坪日出代、佐代雅美、田村元治、渡真司、藤岡重慶（庄七）、浮田左武郎（勇五郎）、白石奈緒美（お千）、浜村純（源七）、江見俊太郎（河内伝内）、岸田森（又太郎）、草野大悟（文吉）                                                          |
| 6    | 11月11日       | おしげ           | 安藤日出男 | 若林幹       | 竜崎勝、土田早苗（おしん）、堺左千夫、高瀬敏光（小柳安五郎）、北川陽一郎、青沼三朗（千鳥の清兵衛）、山田晴生（都築宗庵）、高松政雄（伊勢屋太兵衛）、二瓶秀雄（重蔵）、川島育恵（おしげ）、田中浩（夜蟹の音吉）、松川勉（宗助）、殿山泰司（友五郎）、渚まゆみ（おうめ）、黒川弥太郎（佐嶋忠介）                                                                        |
| 7    | 11月18日       | 夜狐             | 安藤日出男 | 高瀬昌弘     | 古今亭志ん朝、長谷川明男（沢田小平次）、加藤武（井坂孫兵衛）、寺尾聰（粂八）、三条美紀（近藤満寿子）、加賀邦男（近藤監物）、木田三千雄（半助）、宮崎和命（山本惣市）、石川徹郞（岡田権十郎）、二見忠男（勘七）、高橋長英（弥吉）、春川ますみ（おやす） |
| 8    | 11月25日       | 兇剣（前編）     | 新藤兼人   | 小野田嘉幹   | 古今亭志ん朝、橋本功（大河内一平）、江波多寛児（牛滝の紋次）、中庸介（大門の常八）、河村祐三子（よね）、江角英明（猫鳥の伝五郎）、山谷初男（白狐の谷松）、辻伊万里（おはや）、南祐輔（稲垣鶴太郎）、松 砂稚子（雪）、浜田寅彦（出雲屋丹兵衛）、織本順吉（大和屋栄次郎）、北村和夫（浦辺彦太郎）                                                                       |
| 9    | 12月2日        | 兇剣（後編）     | 新藤兼人   | 小野田嘉幹   | 竜崎勝、古今亭志ん朝、橋本功（大河内一平）、江波多寛児（牛滝の紋次）、中庸介（大門の常八）、河村祐三子（よね）、江角英明（猫鳥の伝五郎）、武田昌之、石橋蓮司（善作）、浅野進治郎（渡辺喜左衛門）、山谷初男（白狐の谷松）、辻伊万里（おはや）、南祐輔（稲垣鶴太郎）、坂口芳貞（与兵衛）、浜田寅彦（出雲屋丹兵衛）、織本順吉（大和屋栄次郎）、北村和夫（浦辺彦太郎）    |
| 10   | 12月9日        | 隠居金七百両     | 安倍徹郎   | 小野田嘉幹   | 竜崎勝、風見章子、武田昌之、北川陽一郎、高瀬敏光（小柳安五郎）、宮川洋一（薬師の半平）、高杉哲平（島田鐐助）、山田禅二（松浦与助）、岩崎信忠（阿部弥太郎）、土方弘（孫吉）、勝部演之（奈良山の与市）、菱見百合子（お順）、加藤嘉（堀切の次郎助）、中村吉右衛門（長谷川辰蔵）                                                                                          |
| 11   | 12月16日       | 女賊             | 下飯坂菊馬 | 小野田嘉幹   | 竜崎勝、富士真奈美（おまさ）、高津住男（勝四郎）、池田秀一（幸太郎）、武田昌之、北川陽一郎、穂高稔（三上浪人）、石山克己（儀平）、福山象三（定六）、小栗一也（瀬音の小兵衛）、増田順司（伊之助）、渡辺美佐子（お千代） |
| 12   | 12月23日       | 鈍牛             | 安倍徹郎   | 吉村公三郎   | 竜崎勝、古今亭志ん朝、風見章子、寺尾聰（粂八）、高瀬敏光、北川陽一郎、武田昌之、田島義文（池田筑後守）、今福正雄（安兵衛）、金内喜久夫（源助）、本山可久子、梶哲也、九重ひろ子、里木佐甫良、東野孝彦（亀吉）、菅野忠彦（田中貞四郎）、黒川彌太郎（佐嶋忠介） |
| 13   | 12月30日       | 雨乞い庄右衛門   | 井手雅人   | 小野田嘉幹   | 竜崎勝、武田昌之、北川陽一郎、高瀬敏光、松山照夫（勘定の定七）、稲吉靖（与平）、上田忠好（大藪の文五郎）、沢田正昭（円造）、沢りつお（八十八）、山口譲（壮助）、加藤正之（宿役人）、中村是好（板場の甚造）、園田裕久（でくの安五郎）、上林詢（神楽の市之助）、柳生博（破目の伊太郎）、町田祥子（お照）、 池田忠夫（鷺田の半兵衛）、木村功（雨乞い庄右衛門）、加東大介 |
| 14   | 1972年 1月6日  | 平松屋おみつ     | 下飯坂菊馬 | 吉村公三郎   | 竜崎勝、古今亭志ん朝、富士真奈美、堺左千夫、林秀樹（利太郎）、高松政雄（利七）、玉井碧（おかね）、 三木敏彦（むささびの権次）、塩島昭彦（平六）、三宅康夫（熊十）、池田義彦（清太郎）、 松本克平（甚五郎）、木田三千雄（徳之助）、宇津宮雅代（おみつ）、荒木道子（おりん）                                                                                            |
| 15   | 1月13日        | 下段の剣         | 安倍徹郎   | 田中徳三     | 竜崎勝、古今亭志ん朝、風見章子、土田早苗（おしん）、堺左千夫、河村憲一郎（彦十）、武田昌之、北川陽一郎、高瀬敏光、岩崎信忠（阿部弥太郎）、松風はる美（おかね）、浜田晃（不破の惣七）、見明凡太朗（牛久の小助）、久世竜（島田鐐助）、高松英郎（松岡重兵衛）、中村吉右衛門（長谷川辰蔵）                                                                                |
| 16   | 1月20日        | 掻掘のおけい     | 星川清司   | 吉村公三郎   | 竜崎勝、古今亭志ん朝、堺左千夫、武田昌之、北川陽一郎、高瀬敏光、本間文子（おなみ）、 木村元（黒灰の宗六）、内田勝正（甚蔵）、林田啓志（勝太郎）、上田侑司（岩五郎）、田川恒夫（番頭）、 藤山竜一（玉屋茂兵衛）、武藤英司（大滝の五郎蔵）、富田仲次郎（念仏半平）、 稲野和子（おけい）、津坂匡章（砂井の鶴吉）                                                         |
| 17   | 1月27日        | のっそり医者     | 小川英     | 野長瀬三摩地 | 竜崎勝、古今亭志ん朝、堺左千夫、河村憲一郎（彦十）、武田昌之、北川陽一郎、高瀬敏光、磯村千花子（おかん）、木下雅弘（金太）、田中力（茶屋の主人）、伊藤久哉（土田万蔵）、戸島和美（お菊）、福山象三（落合の儀十）、風見章子、中村竹弥（萩原宗順） |
| 18   | 2月3日         | 情事             | 桜井康裕   | 野長瀬三摩地 | 竜崎勝、古今亭志ん朝、工藤堅太郎（吉松）、武田昌之、北川陽一郎、高瀬敏光、森山周一郎（宮森 忠右衛門）、津野哲郎（坂口兵馬）、川野耕司（天神の藤兵衛）、五藤雅博（塚本左内）、永井柳太郎（老僕 与五郎）、平井昌一（松岡弥太郎）、三島史郎（朝宮亀治郎）、玉川伊佐男（牛堀 九万之助）、左時枝（お久）                                                                   |
| 19   | 2月10日        | 刃傷以后         | 桜井康裕   | 若林幹       | 竜崎勝、古今亭志ん朝、長谷川明男（沢田小平次）、土田早苗（おしん）、武田昌之、北川陽一郎、高瀬敏光、塚本哲（田中主馬）、綿引洪（永井伝蔵）、吉田潔（倉本唯右衛門）、溝井哲夫（弥兵衛）、栗田明正（弥太郎）、邦創典（与平）、天草四郎（甲州屋徳兵衛）、加藤春哉（馬込の籐次）、陶隆（赤間の文治郎）、 原田大二郎（辻又五郎）、森秋子（千代）                           |
| 20   | 2月17日        | 裏道の男たち     | 小川英     | 若林幹       | 竜崎勝、富士真奈美（おまさ）、長谷川明男、武田昌之、北川陽一郎、高瀬敏光、有馬昌彦（川窪新十郎）、 堀田真三（火傷の浪人）、和田文夫（音羽の半右衛門（二代目））、野口元夫（音羽の半右衛門（初代））、 塩沢とき（おくら）、金子勝美（おみね）、上田侑嗣（伊三郎）、柴田侊彦（川窪平四郎）、小瀬格（秋山高庵）、城野ゆき（お喜世）、高原駿雄（内田勘兵衛）              |
| 21   | 2月24日        | あいびき         | 下飯坂菊馬 | 吉村公三郎   | 竜崎勝、長谷川明男、工藤堅太郎（吉松）、土田早苗、武田昌之、北川陽一郎、高瀬敏光、 灰地順（疾風の陣内）、戸田春子（おつね）、木村博人（源次）、三井弘次（仁兵衛）、綾川香（文吉）、 吉行和子（お徳）、峰岸隆之介（覚順） |
| 22   | 3月2日         | 殺しの掟         | 小川英     | 吉村公三郎   | 竜崎勝、古今亭志ん朝、堺左千夫、武田昌之、北川陽一郎、高瀬敏光、森幹太（聖天の吉五郎）、飯沼慧（金子安斉）、須藤健（伊勢屋勝五郎）、内田武樹（原田友二郎）、永谷悟一（木下玄竹）、中村春美（おみよ）、 森下明（岬の仙蔵）、磯村みどり（お清）、江守徹（松永彦七郎）、高橋悦史（西村左内）                                                                             |
| 23   | 3月9日         | 泥鰌の和助始末   | 安倍徹郎   | 若林幹       | 竜崎勝、古今亭志ん朝、土田早苗、堺左千夫、河村憲一郎（彦十）、武田昌之、北川陽一郎、高瀬敏光、丘寵児（角屋万右衛門）、織賀邦江（お米）、神田正夫（喜兵衛）、市川中之助（義助）、橋本菊子（おひろ）、 松本幸太郎（三吉）、阪脩（金谷の久七）、小倉雄三（小津屋源兵衛）、柳谷寛（孫吉）、中山克己（磯太郎）、大坂志郎（泥鰌の和助）                                     |
| 24   | 3月16日        | 大川の隠居       | 野上龍雄   | 丸山誠治     | 竜崎勝、古今亭志ん朝、堺左千夫、山岡徹也（犬走りの富造）、中庸介（弥助）、片山滉（井上立泉）、 関谷益美（茶店の小女）、菅原ちね子（加賀やの女将）、風見章子、進藤英太郎（友五郎） |
| 25   | 3月23日        | 礼金二百両       | 安藤日出男 | 山本迪夫     | 竜崎勝、堺左千夫、武田昌之、北川陽一郎、高瀬敏光、田中浩（木庄）、木村博人（長尾）、 高橋義治（黒木）、山田はるみ（もよ）、高野浩幸（千代太郎）、瀬良明（喜兵衛）、増田順司（谷善左衛門）、堀越節子（芳乃）、清水綋治（又太郎）、川辺久造（横田大学）、風見章子、戸浦六宏（山中伊助）                                                                                 |
| 26   | 3月30日        | はさみ撃ち       | 井手雅人   | 小野田嘉幹   | 竜崎勝、古今亭志ん朝、江戸家猫八（三次郎）、堺左千夫、武田昌之、北川陽一郎、高瀬敏光、池田駿介（山田一太郎）、長島隆一（大亀の七之助）、金子勝美（おたき）、津路清子（おとら）、山田晴生、塚田正昭、田川恒夫、南光、渡部重治（以上5名役名なし）、佐原健二（針ヶ谷の友蔵）、八木昌子（おもん）、佐山俊二（弥次郎）、柳永二郎（猿皮の小兵衛）                           |

※BSフジでの放映時は各話「額縁放送」（16:9画角の中に4:3画角が存在する）であるのと、映像マスターがSD画質である。（電子番組表EPG上では16:9 1125iの表記がある場合でも、実際の放送は4:3、480iである）本編は16ミリ・ニュープリントを使用。